# Eagle (singolo)
Eagle è un singolo degli ABBA del 1978, registrato nel 1977, tratto da The Album ed è la prima traccia dell'album. È il più lungo singolo registrato degli ABBA.